# Olympia Fiume
Olympia Fiume (wł. Club Sportivo Olympia) – włoski klub piłkarski, mający siedzibę w mieście Fiume (ob. Rijeka), w północno-wschodniej części kraju, działający w latach 1904-1926.

## Historia
Chronologia nazw:
- 1904: Club Sportivo Olimpia
- 1918: Club Sportivo Olympia
- 1926: klub rozwiązano

Klub sportowy CS Olimpia został założony w miejscowości Fiume w 1904 roku. Początkowo zespół uczestniczył w rozgrywkach lokalnych. 9 stycznia 1918 klub zmienił nazwę na CS Olympia. 20 maja 1918 roku został rozegrany towarzyski mecz z wojskową reprezentacją 29. Pułku Piechoty Honved stacjonującego w Fiume. W sezonie 1919/20 zespół brał udział w mistrzostwach miasta, ale zajął ostatnie czwarte miejsce za Juventusem Enea, Glorią i Esperią. W następnym sezonie 1920/21 klub zdobył mistrzostwo miasta Fiume i potem grał w turnieju o tytuł mistrza regionu Venezia-Giulia. Najpierw w półfinale drużyna wygrała 2:2 i 3:0 z Grion Pola, a potem w finale zwyciężyła 7:0 Edera Triest, zdobywając mistrzostwo regionu. Ten sukces pozwolił zespołowi startować w sezonie 1921/22 w mistrzostwach Terza Divisione Venezia-Giulia (D3). Sezon zakończył na pierwszej pozycji, ale nie otrzymał promocji. W następnym sezonie 1922/23 po wygraniu grupy następnie w barażach najpierw wygrał 7:1, 2:0 z Veneziana Virtus a potem 1:1 i 2:1 z Grion Pola, zdobywając promocję do Seconda Divisione. W sezonie 1923/24 najpierw zwyciężył w grupie E, następnie zajął trzecią pozycję w finale Nord, i na koniec w turnieju kwalifikacyjnym również był trzecim, tracą szansę na awans do Prima Divisione (D1). W sezonie 1924/25 został sklasyfikowany na drugim miejscu w grupie D Seconda Divisione. Po zakończeniu sezonu 1925/26, w którym uplasował się na trzeciej pozycji w grupie D Seconda Divisione, 2 września 1926 roku połączył się z lokalnym rywalem CS Gloria, który zakończył sezon tuż za Olimpią na czwartym miejscu, tworząc nowy klub US Fiumana.

## Barwy klubowe, strój
|  |  |

Klub ma barwy biało-czarne. Zawodnicy domowe spotkania zazwyczaj grali w białych koszulkach z poziomym czarnym pasem na piersi, czarnych spodenkach oraz czarnych getrach.

## Sukcesy

### Trofea międzynarodowe
Nie uczestniczył w rozgrywkach europejskich (stan na 31-05-2020).

### Trofea krajowe
| \| \| Zdobyte trofea w rozgrywkach Włoch (stan na: 31-08-2020) \| |                                                          |      |                                    |
| Rozgrywki                                                         | Osiągnięcie                                              | Razy | Sezon(y)                           |
| · Mistrzostwo                                                     | I miejsce                                                | 0    |                                    |
| · Mistrzostwo                                                     | II miejsce                                               | 0    |                                    |
| · Mistrzostwo                                                     | III miejsce                                              | 0    |                                    |
| · Puchar                                                          | zdobywca                                                 | 0    |                                    |
| · Puchar                                                          | finalista                                                | 0    |                                    |
| II liga                                                           | I miejsce                                                | 1    | 1923/24 (E)                        |
| II liga                                                           | II miejsce                                               | 1    | 1924/25 (D)                        |
| II liga                                                           | III miejsce                                              | 2    | 1923/24 (finali Nord), 1925/26 (D) |
| Włochy                                                            | Zdobyte trofea w rozgrywkach Włoch (stan na: 31-08-2020) |      |                                    |

- Terza Divisione (D3):
  - mistrz (2x): 1921/22 (Venezia-Giulia), 1922/23 (Venezia-Giulia)

## Poszczególne sezony

### Rozgrywki międzynarodowe

#### Europejskie puchary
Nie uczestniczył w rozgrywkach europejskich.

### Rozgrywki krajowe
| \| Włochy \| Bilans występów klubu w rozgrywkach piłkarskich Włoch (Stan na 31 sierpnia 2020 r.) \| \| |                                                                                     |        |       |   |   |   |    |    |     |           |        |        |      |
| Poziom                                                                                                 | Rozgrywki                                                                           | Sezony | Mecze | Z | R | P | B+ | B– | Pkt | Lata      | Awanse | Spadki | Naj. |
| I | Serie A                                                                             | 0      |       |   |   |   |    |    |     |           | 0      | 0      |      |
| II | Seconda Divisione                                                                   | 3      |       |   |   |   |    |    |     | 1923–1926 | 0      | 0      | 1    |
| III | Terza Divisione Venezia-Giulia                                                      | 2      |       |   |   |   |    |    |     | 1921–1923 | 1      | 0      | 1    |
| | Puchar Włoch                                                                        | 0      |       |   |   |   |    |    |     |           | 0      | 0      |      |
| Włochy                                                                                                 | Bilans występów klubu w rozgrywkach piłkarskich Włoch (Stan na 31 sierpnia 2020 r.) |        |       |   |   |   |    |    |     |           |        |        |      |

## Struktura klubu

### Stadion
Klub piłkarski od maja 1918 rozgrywał swoje mecze domowe na stadionie na Školjiću w Fiume (obecnie znajduje się parking, hr. Parkiralište Školjić)..

### Derby
- Gloria Fiume